# Susana Pilar Delahante Matienzo
Susana Pilar Delahante Matienzo (* 1984 in Havanna) ist eine kubanische bildende Künstlerin.

## Leben
Susana Pilar Delahante besuchte die Akademie San Alejandro und machte 2008 ihren Abschluss an der Hochschule für Kunst in Havanna. Von 2011 bis 2013 studierte sie an der Staatlichen Hochschule für Gestaltung Karlsruhe in Deutschland.
Die Künstlerin absolvierte einige Artist in Residence Programme, z. B. 2009 am Art Centre Fonderie Darling in Montreal in Kanada, 2010 im Künstlerhaus Villa Waldberta in München in Deutschland, 2016 in Calgary in Kanada sowie 2017 an der Akademie der bildenden Künste Wien.
Ihre Werke befinden sich in öffentlichen und privaten Sammlungen, zum Beispiel dem Museum für kubanische Kunst in Havanna, Museum van Hedendaagse Kunst Antwerpen in Belgien, dem Zentrum für Kunst und Medien (ZKM) in Karlsruhe.
Susana Pilar Delahante lebt und arbeitet in Havanna.

## Künstlerische Tätigkeit
Im Zentrum der Installationen und Fotoarbeiten von Susana Pilar Delahante Matienzo steht die künstlerische Auseinandersetzung mit den Themen Antikolonialismus, Antirassismus und Feminismus, vor allem in Verbindung mit schwarzen Frauen. Die Künstlerin verfremdet die Realität mittels künstlicher Intelligenz, die sie dabei als Werkzeug benutzt.
Im Rahmen ihrer Ausstellung Achievement in der Wiener Secession verkleidete Delahante Matienzo 2024 das goldene Blätterdach des Jugendstilgebäudes mit 1250 schwarzen Strumpfhosen. In dieser Arbeit orientiert sich die Künstlerin an den Bantu-Knoten, einer typischen Frisur der Zulu-Frauen. Bereits 2015 setzte sich die Künstlerin mit Haaren und Schönheitsidealen schwarzer Frauen auseinander und inszenierte auf der 12. Biennale von Havanna den Wettbewerb Lo llevamos rizo: Competition for natural afro hair.

## Ausstellungen (Auswahl)
Einzelausstellungen
- 2008 Manida obsesión, Luz y Oficios Gallery, Havanna, Kuba
- 2008 Obturación póstuma, Casa del estudiante de Medicina, Havanna, Kuba
- 2011 Fiebre cerebral, Galería Villa de Bank, Enschede, Holland
- 2012 Schläfer, NAOS Galerie, Karlsruhe, Deutschland
- 2016 Reclaiming meaning, Museum of art of Skövde, Schweden
- 2017 Un chino de paso por Venecia, camino a Cuba, ICI Venice, Venedig, Italien
- 2022 TRUCK, Calgary, Kanada
- 2024 Empathy, Galleria Continua, San Gimignano, Italien
- 2024 Achievement, Secession, Wien[2]

Ausstellungsbeteiligungen
- 2010 Internationale Fotoausstellung, World Festival of Black Arts and Cultures, Dakar, Senegal
- 2011 III Biennale Arts Actuels Réunion, Insel Réunion, Frankreich
- 2012 IV Bienal deformes de performance, Chile
- 2013 Internationale Biennale für zeitgenössische Kunst (BIAC), Martinique
- 2015 Habana Biennale, Zentrum für Gegenwartskunst Wilfredo Lam, Havanna, Kuba[7]
- 2015 Biennale di Venezia, Venedig, Italien
- 2016 Arte cubana, Padiglione d’Arte Contemporanea PAC, Mailand, Italien[8]
- 2016 Touch the Reality. Rethinking Keywords of Political Performance, Kunstraum Niederösterreich, Wien
- 2022 Berlin Biennale für zeitgenössische Kunst
- 2022 elohívás / emplotment, Ludwig Múzeum, Kortárs Muvészeti Múzeum, Budapest, Ungarn
- 2024 The true size of Africa, Weltkulturerbe Völklinger Hütte, Deutschland[9]
- 2024 Imagining Black Diasporas: 21st-Century Art and Poetics, Los Angeles County Museum of Art (LACMA), USA

## Publikationen
- Susana Pilar Delahante Matienzo, Ausstellungskatalog Secession, Autoren: Adiaratou Diarrassouba, Thomas Lax, Verlag der Buchhandlung Walther und Franz König, Köln, 2024, ISBN 978-3-7533-0626-1